# Dedryck Boyata
Anga Dedryck Boyata (* 28. November 1990 in Uccle) ist ein ehemaliger belgischer Fußballspieler.

## Hintergrund
Bienvenu Mandungu Boyata, Dedrycks Vater, stammt aus der DR Kongo. Er spielte in den 1990er Jahren für Royale Union Saint-Gilloise und Stade Löwen Fußball. Boyatas Mutter ist Belgierin.
Dedryck wuchs in Molenbeek-Saint-Jean/Sint-Jans-Molenbeek, einer Gemeinde in der Region Brüssel-Hauptstadt, auf.

## Karriere

### Verein

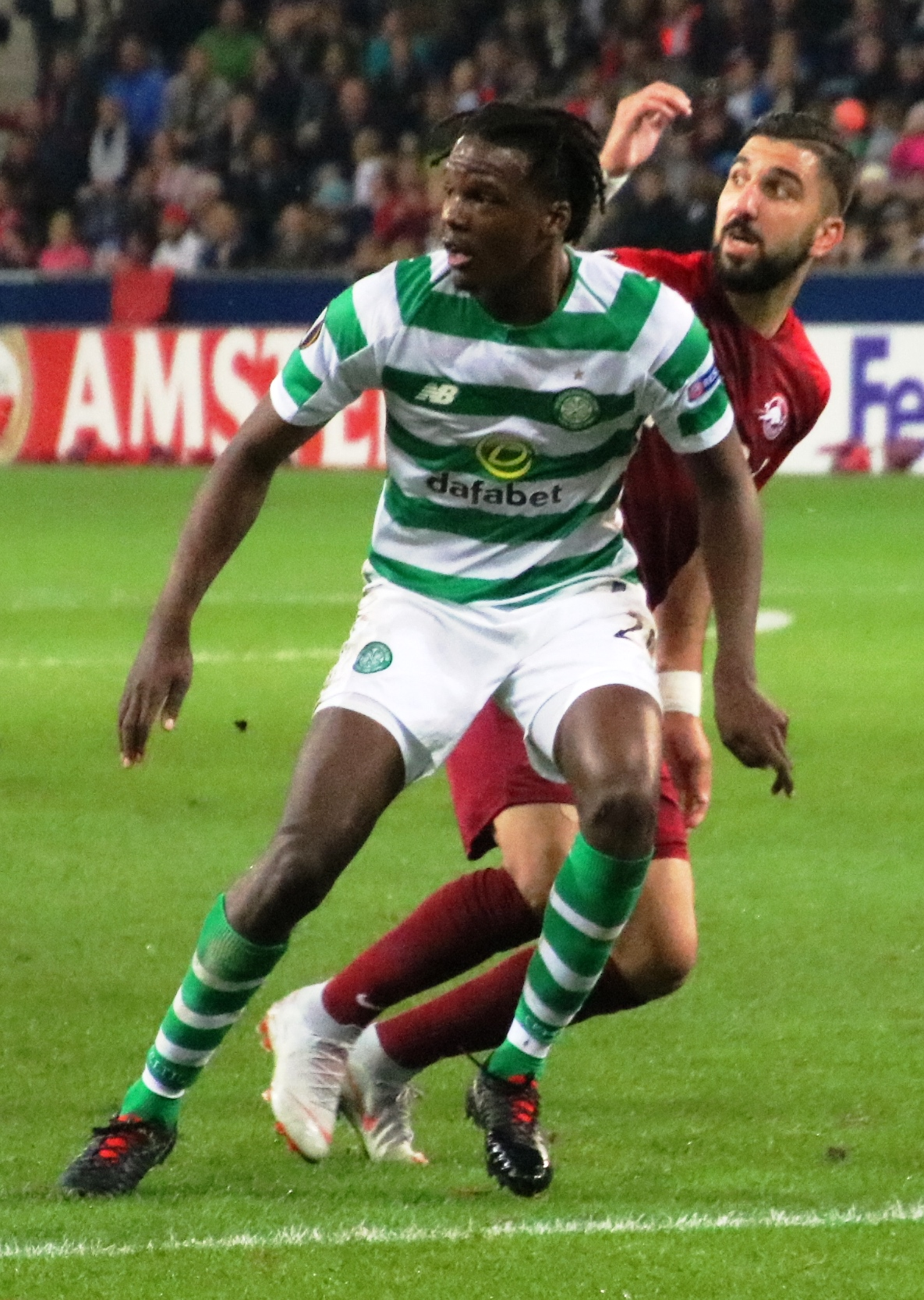
Boyata in einer Spielszene für Celtic Glasgow (2018)

Boyata hatte bis 2007 in der Jugend des FC Brüssel gespielt, bevor er in die Jugendakademie von Manchester City wechselte. Er gehörte zum Kader, der den FA Youth Cup 2008 gegen den FC Chelsea gewann. Ab Januar 2010 kam er in der Profimannschaft zum Einsatz. Am Saisonende 2009/10 wurde er mannschaftsintern als Young Player of the Year ausgezeichnet. Ende August 2011 wurde Boyata für die Saison 2011/12 an die Bolton Wanderers ausgeliehen. In der Saison 2012/13 wurde er an den FC Twente verliehen und kehrte im Januar 2013 nach Manchester zurück.
Im Juni 2015 unterschrieb Boyata einen Vertrag mit einer Laufzeit über vier Jahre bei Celtic Glasgow. Bis zum Sommer 2019 absolvierte er 90 Ligaspiele und wurde mit Celtic viermal in Folge schottischer Meister.
Zur Saison 2019/20 wechselte Boyata ablösefrei nach Deutschland zu Hertha BSC. Zu Beginn der Saison fiel er mit Oberschenkelproblemen aus und verpasste die ersten drei Partien. Seit dem 4. Spieltag war er Stammspieler in der Innenverteidigung neben Niklas Stark. Zur Saison 2020/21 wurde Boyata von der Mannschaft zum neuen Kapitän gewählt.
Im August 2022 kehrte Boyata nach Belgien zurück und wechselte zum Erstligisten FC Brügge. Er bestritt 11 von 35 möglichen Ligaspielen sowie drei Spiele in der Champions League für Brügge. Seit Anfang Februar 2023 wurde er bis zum Saisonende nicht mehr eingesetzt. Ab Mitte März 2023 werden Achillessehnenprobleme als Grund dafür genannt. In der Saison 2023/24 kam er auf fünf von 40 möglichen Ligaspielen, drei Pokalspiele und vier Spiele im Europapokal, in denen er ein Tor schoss. Er war damit Teil der Mannschaft des FC Brügge, die in der Saison 2023/24 belgischer Meister wurde.
Im August 2025 beendete er seine Karriere und wurde Co-Trainer der belgischen U21-Nationalmannschaft.

### Nationalmannschaft
Er absolvierte in der belgischen U-19-Nationalmannschaft insgesamt zwölf Spiele, wobei er zwei Tore schoss. Er debütierte am 3. März 2010 beim 1:0-Sieg über Malta für die belgische U-21-Nationalmannschaft.
Ungefähr fünf Monate später wurde er für das Freundschaftsspiel gegen Finnland nominiert, allerdings nicht eingesetzt. Er musste zwei weitere Monate warten, bis er im Oktober für die EM-Qualifikationsspiele gegen Kasachstan und Österreich nominiert wurde. Gegen Österreich bestritt er sein erstes A-Länderspiel, in dem er 45 Minuten lang spielte.
Bei der Fußball-Weltmeisterschaft 2014 stand er nicht im Kader der belgischen Nationalmannschaft. An der Europameisterschaft 2016 konnte er wegen Oberschenkelproblemen nicht teilnehmen. Erst bei der Fußball-Weltmeisterschaft 2018 wurde er in allen drei Vorrunden-Spielen über die volle Dauer eingesetzt, allerdings bei den weiteren Spielen nicht mehr berücksichtigt.
Bei der infolge der COVID-19-Pandemie erst 2021 ausgetragenen Europameisterschaft 2020 wurde er in den belgischen Kader berufen und spielte im ersten und im letzten Gruppenspiel. Zur Weltmeisterschaft 2022 in Katar wurde er nicht in den Kader berufen.

## Erfolge
mit Manchester City:
- Englischer Pokalsieger: 2010/11
- Englischer Meister: 2013/14
- englischer Ligapokal-Gewinner: 2013/14

mit Celtic Glasgow:
- Schottischer Meister (4): 2016, 2017, 2018, 2019
- Schottischer Pokal (3): 2017, 2018, 2019
- Schottischer Ligapokal (3): 2017, 2018, 2019

mit dem FC Brügge:
- Belgischer Meister: 2023/24